# Il gigante sepolto
Il gigante sepolto (The Buried Giant) è il settimo romanzo di Kazuo Ishiguro, pubblicato nel marzo 2015.

## Trama
Il romanzo è ambientato in Inghilterra, in una sorta di medioevo dalle caratteristiche fantastiche che lo avvicinano al genere fantasy.
Il periodo è indicato come successivo alla dominazione romana e appena successivo al regno di Re Artù e particolare rilievo assume la rivalità tra Sassoni e Britanni, rivalità emblematica di tutti gli odi tra comunità e tra etnie che si mantengono vivi grazie alla memoria collettiva. 
Nel mondo descritto nel romanzo è presente un forte realismo per quanto riguarda le condizioni di vita della popolazione, specie di quella più povera, associato a temi magici come creature mitologiche (orchi, draghi…) e di ispirazione cavalleresca simili a quelli del ciclo arturiano. 
I protagonisti sono Axl e Beatrice, una coppia di anziani che lascia la propria misera comunità per intraprendere un viaggio alla ricerca del loro figlio scomparso e dimenticato. Il tema della perdita dei ricordi è centrale nel romanzo e la ricerca della memoria degli eventi passati costituisce sia il tema dominante del racconto sia la motivazione profonda del viaggio intrapreso dai due coniugi.
La trama si sviluppa con alcuni flashback e con il passaggio da un narratore esterno a capitoli narrati da uno dei personaggi. 
Altri protagonisti sono il guerriero sassone Wistan, il cavaliere della Tavola Rotonda Ser Galvano, il giovane Edwin. Ogni personaggio ha una storia e uno scopo che si svelano progressivamente e con vari capovolgimenti di prospettiva nel corso del romanzo.

## Edizioni
- Kazuo Ishiguro, Il gigante sepolto, traduzione di Susanna Basso, Torino, Einaudi, 2015, ISBN 978-88-06-22232-1.